# قطبروس مائي
قطبروس مائي (الاسم العلمي: Catabrosa aquatica)، ويسمى عشب الجَدوَل، وعشب الماء الدوام، والعشب الماء الملتف، والعشب الماء المشعر، نوع منتشر من العشب شبه المائي المنتمي إلى جنس القطبروس، موطنه في معظم مناطق نصف الكرة الشمالي غير الاستوائية، وفي جنوب تشيلي والأرجنتين. كما يوحي اسمه العلمي والشائع، فإنه يفضل النمو في المناطق الرطبة، مثل المروج ، وضفاف الجداول، وشواطئ البحيرات